# Brown Point (udde i Falklandsöarna)
Brown Point är en udde i territoriet Falklandsöarna (Storbritannien). Den ligger i den västra delen av ögruppen, 170 km väster om huvudstaden Stanley.